# Sphenometopa ponomarenkoi
Sphenometopa ponomarenkoi är en tvåvingeart som beskrevs av Boris Borisovitsch Rohdendorf och Yu. G. Verves 1980. Sphenometopa ponomarenkoi ingår i släktet Sphenometopa och familjen köttflugor.
Artens utbredningsområde är Mongoliet. Inga underarter finns listade i Catalogue of Life.